# José Martínez Palomar
José Martínez Palomar (Valencia, España, 8 de octubre de 1939) es un exfutbolista y exentrenador español.Tras su carrera como futbolista y entrenador fue el presidente del Comité de Entrenadores de la Federación de Fútbol de la Comunidad Valenciana. En la actualidad es padre de familia y abuelo.

## Trayectoria
Tras jugar con el filial del Valencia, permaneció dos temporadas en el primer equipo. Posteriormente jugó 11 temporadas en el Sabadell, de ellas 7 en Primera División y 4 en Segunda. Es el jugador con más partidos disputados en Primera División en la historia del Centre d'Esports Sabadell Futbol Club.
Se retiró como futbolista en la temporada 1974-75. Una temporada después comenzó entrenando al Alcoyano en horas bajas que había caído a la categoría de Regional Preferente, pero antes de acabar la temporada con el club de Alcoy fichó por el Sabadell. En su primera etapa como entrenador del Sabadell estuvo 5 temporadas, cogió al equipo en Tercera División y lo subió a Segunda División en su segunda temporada, categoría en la que entrenó al equipo hasta su marcha en 1980.
Posteriormente entrenó al Alzira, Levante y nuevamente Alcoyano. En la temporada 1980/81 ascendió al Deportivo de La Coruña a Segunda División. En la temporada 1986/87 fichó por el Sabadell a mitad de liga con el objetivo de conseguir la salvación, lo cual logró en dicha temporada, pero sería destituido en la siguiente a mitad de temporada por la mala racha de resultados. En 1988 fichó por el Hércules en Segunda "B" y fue destituido el 3 de noviembre. A mitad de la temporada 1989/90 se hizo cargo del Levante Unión Deportiva. El 13 de enero de 1992 el entrenador valenciano inició su tercera etapa en el equipo vallesano. Aterrizó en el mercado de invierno sustituyendo a Antonio Olmo, y el equipo terminó en 9.º puesto de Segunda División lo que le valió para que continuase entrenando en la temporada 1992/93. En la temporada siguiente fue destituido a primeros de 1993. En la temporada 2000/01 mientras entrenaba al Alzira en Segunda "B" recibió una oferta para entrenar al Beijing Guoan de China, oferta que finalmente no fructificó.
En la actualidad es el presidente del Comité de Entrenadores de la Federación de Fútbol de la Comunidad Valenciana.

## Clubes

### Como jugador
| Club           | País   | Año       |
| -------------- | ------ | --------- |
| Mestalla       | España | ??-1962   |
| Valencia C. F. | España | 1962-1964 |
| C. D. Sabadell | España | 1964-1975 |

### Como entrenador
| Club                      | País   | Año       |
| ------------------------- | ------ | --------- |
| C. D. Alcoyano            | España | 1975-1976 |
| Centre d'Esports Sabadell | España | 1976-1980 |
| Deportivo de La Coruña    | España | 1980-1982 |
| Levante U. D.             | España | 1982-1984 |
| U. D. Alzira              | España | 1984-1985 |
| C. D. Alcoyano            | España | 1985-1986 |
| Centre d'Esports Sabadell | España | 1986-1988 |
| Hércules C. F.            | España | 1988-1989 |
| Levante U. D.             | España | 1989-1990 |
| Levante U. D.             | España | 1990-1991 |
| Levante U. D.             | España | 1991-1992 |
| Centre d'Esports Sabadell | España | 1992-1993 |
| Ontinyent C. F.           | España | 1997-1999 |
| U. D. Alzira              | España | 2000-2001 |